# Mundovisión (noticiero)
Mundovisión fue el noticiero principal del canal chileno Chilevisión desde el 30 de septiembre de 1993, en reemplazo de RTU noticias hasta el 22 de abril de 1996, cuando fue reemplazado por Chilevisión noticias. Durante este período, este noticiero tuvo competencia con los demás noticieros centrales: Teletrece de Canal 13, Edición Central de 24 Horas de Televisión Nacional, Meganoticias de Megavisión, Punto Central de La Red Televisión, El pulso del Canal 2 Rock & Pop y Horizonte Regional de UCV Televisión. En un principio, los sábados Mundovisión tenía tres ediciones al aire y el domingo solamente una, reduciéndose a una, los fines de semana en marzo de 1994, pero desde febrero de 1996, el noticiero central Mundovisión Central dejó de emitirse en los fines de semana.

## Presentadores
- Christian Norero Carkovic (edición central, 1 de octubre 1993-8 de abril 1994)
- Carolina Jiménez Mery (edición central, 4 de julio de 1994-9 de noviembre de 1995)
- Mario Herrera Fernández (edición matinal, 1 de octubre-31 de diciembre de 1993; edición central, 11 de abril-1 de julio de 1994; edición de fin de semana, 6 de octubre 1993-marzo 1994)
- Rodolfo Baier Esteban (edición matinal, 4 de julio de 1994-28 de enero de 1995, 27 de marzo-20 de mayo de 1995; edición de fin de semana, abril 1994-noviembre 1995; edición de mediodía, febrero 1995; edición nocturna, junio 1995-18 de abril 1996)
- Felipe Pozo Ruiz (edición matinal, 5 de julio de 1994-28 de enero de 1995)
- Tamara Sepúlveda Klerman (edición de mediodía, 1 de octubre de 1993-1 de julio de 1994)
- Jeannette Frazier Garau (edición de mediodía, 4 de julio de 1994-22 de abril de 1996)
- Eugenio Salinas Cánepa "Keno Trotamundos" (edición nocturna, 1 de octubre 1993-mayo 1995; edición matinal, 10 de abril-1 de julio de 1994; edición central, febrero 1995, 13 de noviembre 1995-19 de abril 1996; edición de fin de semana, 10 de noviembre 1995-enero 1996)
- Claudia Araneda Núñez (edición nocturna, febrero 1994, 1996)